# سرشت (فلسفه)

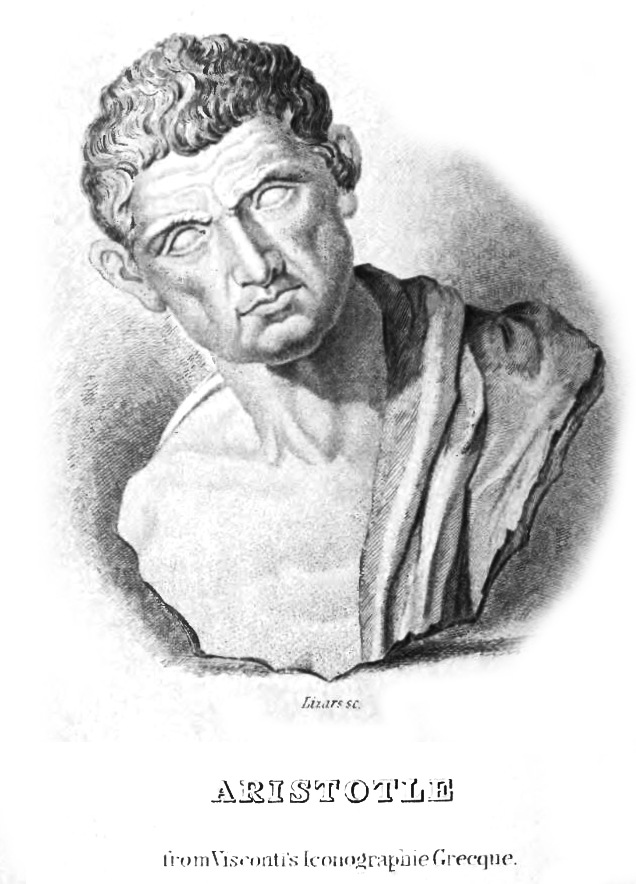
نگارهٔ ارسطو

سرشت (به انگلیسی: Nature) در فلسفه و فلسفه طبیعی دارای دو معنای مرتبط با یکدیگر است. از یک سو، به معنای مجموعه‌ای از همه چیزهایی است که طبیعی هستند، یا تابع عملکرد عادی قوانین طبیعت هستند. از سوی دیگر به معنای جوهر (خاصیت) و علیت (سبب) ذاتی فردی چیزها است.
چگونگی درک معنا و اهمیت سرشت موضوع منسجم بحث در تاریخ تمدن غرب، در زمینه‌های فلسفه متافیزیک و معرفت‌شناسی و همچنین در الهیات و علم بوده‌است. مطالعه چیزهای طبیعی و قوانین منظمی که به نظر می‌رسد بر آنها حاکم است، در مقابل بحث در مورد معنای طبیعی بودن، در حوزه علوم طبیعی است.

ژان ژاک روسو: مردی متمدن، اما فردی که این پرسش را مطرح می‌کند که آیا تمدن بر اساس سرشت انسان است یا خیر.